# جورج غريفز
جورج غريفز (بالإنجليزية: George Greaves)‏ (20 يونيو 1897 في المملكة المتحدة - ) هو لاعب كرة قدم بريطاني (وحمل سابقاً جنسية المملكة المتحدة لبريطانيا العظمى وأيرلندا) في مركز الظهير. لعب مع سكونثورب يونايتد ونادي تشيسترفيلد ولينكولن سيتي أف سي.